# Mario Casalongue
Mario Rubén Casalongue (Rojas, 10 de junio de 1969) es un periodista argentino. Actualmente es director de Multimedios NOVA, que comprende alrededor de 70 portales de noticias, entre ellos el más destacado, Agencia NOVA. Además, es fundador y director de la agencia de modelos BA Models International. 
Es conocido por haber sido agredido a golpes por el entonces diputado por el Frente Renovador, Francisco De Narváez y por haber recibido demandas de distintos dirigentes relacionados con el poder político y económico. Varios funcionarios argentinos como Francisco De Nárvaez; Alberto Fernández; Fabiola Yañez, Lilia Lemoine y Vilma Ripoll fueron quienes tomaron las medidas legales contra el periodista.
También Casalongue ha sido demandado por empresarios de medios de comunicación, como Daniel Vila y Jose Luis Manzano, y por las modelos Pamela David', Sofía Pacchi y Ailén Bechara. 

## Biografía
Casalongue nació en 1969 en el barrio Ramos en el distrito de Rojas, Provincia de Buenos Aires. Es hijo de Glido Casalongue, albañil, y Alicia González, empleada doméstica. Además, tiene un hermano, Darío Casalongue. Su padre falleció debido a un cáncer de laringe cuando Mario tenía 13 años. La familia vivía en características precarias. Al llegar a la adultez, Casalongue tuvo dos hijos, Federico Nahuel Casalongue y Gonzalo Lihuel Casalongue.
Al finalizar los estudios secundarios, Casalongue se mudó a La Plata para estudiar Periodismo. Por entonces residía en el Centro de Estudiantes Universitario de Rojas (CEUR). Fue empleado en una cochera, luego tomó el puesto de limpieza en los baños en la Legislatura bonaerense, al que accedió gracias a un contacto en común con el entonces presidente de la Cámara de Diputados de la Provincia, el radical Luis Rodolfo Almar.
En su juventud, Casalongue militó políticamente en la agrupación peronista Paz, Pan y Trabajo, encabezada por Antonio Balcedo, quien además dirigía el diario Hoy. El dirigente le ofreció sumarse al medio para ejercer la profesión mientras realizaba sus estudios. En el diario Hoy, se especializó en temas de política local y provincial.  
Agencia NOVA
Luego de hablarlo con un amigo, Casalongue fundó la Agencia NOVA el 14 de febrero de 1996. El medio empezó enviando fotografías e información por fax y correo postal, con información principalmente referida a los municipios del interior de la Provincia de Buenos Aires, con inclinación por los temas políticos. Su lema es: “Lo que el poder no quiere que se publique”.
La primera sede de la Agencia NOVA se ubicó en el subsuelo del Cine San Martín, en la Avenida 7 Galería San Martín 923, La Plata. Sus principales competidores en el área eran las agencias de noticias DIB (Diarios del Interior Bonaerense), Agencia Informativa de Buenos Aires (AIBA) y Télam, las primeras dos, únicas bonaerenses en la época. Entonces, el medio se sustentaba gracias a las cuotas mensuales que aportaban los medios de comunicación gráficos, televisivos y radiales con los que trabajaba NOVA mediante un sistema de suscripciones.
Con la llegada de la era digital a la Argentina, en los comienzos del siglo XXI, NOVA dio el paso y se convirtió en la primera agencia de noticias nacional en trasladarse del formato físico al digital. En la actualidad, el medio tiene sus correspondientes áreas de influencia en Estados Unidos, Argentina, Chile, Colombia, Perú, Uruguay, Venezuela, Paraguay, México, Ecuador y República Dominicana. Su sede principal se ubica en Moreno 1109 4to F, Ciudad Autónoma de Buenos Aires. 
Presencia en la política argentina
El 28 de mayo de 2015, Casalongue fue agredido por el entonces diputado y precandidato a gobernador bonaerense por el Frente Renovador, Francisco De Narváez. El diputado ingresó al edificio sin registrarse, saludó al paso a la recepcionista y a los presentes y siguió su camino hacia la sala donde se hallaba Casalongue. Allí lo atacó a golpes.
El motivo de la confrontación habría sido que en el sitio web de la Agencia NOVA se publicó una noticia que vinculaba a De Narváez con distintas mujeres y divulgaba información no comprobada y de carácter íntimo sobre el matrimonio entre el dirigente del Frente Renovador y su exesposa Agustina Ayllón.  
La noticia incluía información sobre supuestos encuentros íntimos extramatrimoniales. Tras el hecho, De Narváez pidió disculpas y sostuvo que Casalongue habría querido extorsionarlo. Asimismo, advirtió que presentaría una querella contra el responsable de la publicación de Agencia NOVA. 
En tanto, el director del multimedio denunció al precandidato por la agresión ante el Juzgado de Garantías 2 de La Plata. Allí expuso que De Narváez y su custodio lo habrían golpeado hasta dejarlo inconsciente y luego obligado a la redacción a eliminar la noticia por medio de la fuerza. La Fundación LED (Libertad de Expresión y Democracia) apoyó públicamente a la Agencia NOVA luego del incidente, así como algunos miembros del gobierno nacional. 
Actualmente, Casalongue conuce NOVA Stream en el canal Vale Todo en el que colaboran destacadas figuras del ámbito periodístico como Diego Moranzoni y Diego Brancatelli.

## Distinciones
- Premio Caduceo (2002).
- Premio Dorado a la Comunicación Social en Chaco (2014).
- Premio “Santa Fe Oro Federal 2014” (2014).
- Premio “Héctor Lucero” a mejor página web en español (2017).
- Premio Ballenas (2017).[12]
- Premio World Quality Commitment en la categoría Oro (2017).
- Premio Galena (2017).
- Premio León (2017).
- Premio Galena (2018).